# Аріарат V Філопатор
Аріарат V Евсеб Філопатор (дав.-гр. Ἀριαράθης Εὐσεβής Φιλοπάτωρ; 179/182 до н. е. — 130 до н. е.) — цар Каппадокії у 163—130 роках до н. е.

## Життєпис
Походив з династії Аріаратідів. Молодший син царя Аріарата IV. Його матір'ю була Антіохіда Каппадокійська (донька селевкідського царя Антіоха III Великого). При народженні отримав ім'я Мітрідат. Здобув освіту в Римі й Афінах. Тут зумів придбати багатьох друзів, насамперед майбутнього пергамського царя Аттала II.
Перед смертю батько вислав старших зведених братів Мітрідата в інші країни, а самого оголосив спадкоємцем. Після смерті Аріарата IV у 163 році до н. е. стає царем під ім'ям Аріарат V Філопатр.
У 160 році до н. е. царя було повалено зведеним братом Ороферном за допомогою сирійського царя Деметрія I Сотер (останній виступив проти Аріарата V за те, що той не забажав одружитися з сестрою Деметрія I). Аріарат V втік до Пергам. У 159 році до н. е за підтримки Аттала II, царя Пергаму, переміг Ороферна й повернув собі владу.
Втім у 158 році до н. е. знову почалася боротьба за владу з братом. Того ж року Аріарат V вимушений був залишити царства й звернутися по допомогу до Римської республіки. За допомогою останньої (насамперед консулів Секста Юлія Цезаря і Луція Аврелія Ореста, що встали на бік Аріарата V) 157 року до н. е. відновлено вдруге на троні. За рішенням римському сенату розділив владу з Ороферном. 156 року до н. е. після смерті останнього став одноосібним царем. За підтримки Пергаму і Риму домігся визнання влади над Каппадокією з боку Деметрія I.
У 155 році до н. е. спрямував війська на допомогу Пергама у війні з Віфінським царством (до 154 року до н. е.). В подальшому сприяв розвитку культури та мистецтва в Каппадокії, намагаючись дотримуватися мирних стосунків із сусідами. Цьому також сприяла боротьба за трону в Державі Селевкідів, повстання там, а потім конфлікт Селевкідів з Парфією. Також встановив дружні стосунки з Афінами, натомість отримав афінське громадянство.
У 130 році до н. е. наказав своєму війську рушити на допомогу римлянам, які боролися з повстанням Аристоніка в Пергамі. За цю допомогу отримав Лікаонію та частину північної Кілікії. Втім внаслідок змови антиримської знаті, яку, можливо, підтримала дружина царя через бажання влади, Аріарата V було вбито. Новим царем став його син Аріарат VI Епіфан Філопатр.